# 四方街道
四方街道，是中国山东省青岛市市北区下辖的一个乡镇级行政单位。原名嘉兴路街道，2012年12月区划调整后更改为现名。

## 行政区划
四方街道下辖建国村社区、四机社区、北岭社区、海嘉社区、上四方社区、下四方社区、嘉善路社区、嘉兴路社区、宣化路社区、瑞昌路社区。